# Азаровка (Калужская область)
Аза́ровка — деревня в Юхновском районе Калужской области России. Входит в состав сельского поселения «Деревня Упрямово».

## География
Деревня находится в центральной части Калужской области, в зоне хвойно-широколиственных лесов, в пределах Угорской низины, на левом берегу реки Прокудинка, на расстоянии примерно 15 км (по прямой) к юго-востоку от города Юхнов, административного центра района. Абсолютная высота — 170 м над уровнем моря.

### Климат
Климат характеризуется как умеренно континентальный, с тёплым летом и умеренно морозной снежной зимой. Среднегодовая многолетняя температура воздуха составляет 4 — 4,6 °С. Средняя температура воздуха самого тёплого месяца (июля) — 14 — 21,7 °C (абсолютный максимум — 38 °C); самого холодного (января) — −9,5 — −7,3 °C (абсолютный минимум — −46 °C). Безморозный период длится в среднем 149 дней. Среднегодовое количество атмосферных осадков составляет 654 мм, из которых 441 мм выпадает в период с апреля по октябрь. Снежный покров держится в течение 130—145 дней.

### Часовой пояс
Деревня Азаровка, как и вся Калужская область, находится в часовой зоне МСК (московское время). Смещение применяемого времени относительно UTC составляет +3:00.

## Население
| 2002 | 2010 |
| ---- | ---- |
| 4    | ↘0   |

### Национальный состав
Согласно результатам переписи 2002 года, в национальной структуре населения русские составляли 100 %.